# Timanaes
Os Timanaes eram um povo indígena que viveu durante a conquista espanhola no vale do rio Timaná. Suas aldeias também estavam instaladas ao longo de toda a margem direita do rio Magdalena e iam até a foz do rio Suaza, localizado no departamento colombiano de Huila.
Segundo os historiadores castelhanos Herrera e Fray Pedro Simón, a origem do município de Timaná corresponde à existência da tribo dos índios timanaes, yalcones e apiramas nesta zona, eram comandados pelos caciques Inando, Pionza, Añolongo, Meco, Timano e a Gaitana. Segundo o jesuíta Juan de Velasco, o território dos timanaes estava entre o dos paez (ao ocidente) e o dos andaquíes (ao oriente).
Ainda que para alguns estudiosos, falavam uma língua da família linguística chibcha, Adelaar considera o idioma como uma língua não classificada por falta de dados seguros.